# Ниджушихо

## Основна Информация
Ниджушихо (Nijushiho) – е ката в карате стила Шотакан] (Shotokan). Името и идва от двадесетте и четири стъпки в които се изпълнява и буквалния и превод е „24 малки стъпки“ (Ни Джу Ши Хо).
Тази ката е изключително атрактивна и много често се играе на демонстрации и състезания от по-напредналите в спорта.
В традиционното карате в стила Шотокан тя се изучава след взимането на дан (черен колан), като не присъства в изпитите за колани.